# 本·斯托克斯
本·斯托克斯（英語：Ben Stokes；1991年6月4日—）是一位英格蘭板球運動員。他是一位右手球員，現在效力於達漢姆郡板球俱樂部。他出生在新西蘭的克萊斯特徹奇。在12歲時他搬到英格蘭。

### 夜店事件与斗殴指控
2017年9月，在布里斯托对阵西印度群岛的第三场国际一日赛（ODI）之后，斯托克斯因在夜店附近与另外两名男子发生街头斗殴而被捕，他的队友亚历克斯·黑尔斯当时也在场。斯托克斯导致前军人瑞安·黑尔（Ryan Hale）的额头上出现了1.5英寸的浅表裂伤和瘀青，并使其脑震荡。另一名涉事者是紧急服务人员瑞安·阿里（Ryan Ali），他面部左侧骨折，左眼肿胀，眉毛上方有裂伤，左下方的一颗臼齿也出现裂痕。这一事件导致两名球员缺席系列赛的第四场比赛；斯托克斯也因为斗殴中手部受伤，无法参加该系列赛的最后一场比赛。此外，他还错过了2017至2018年的“灰烬系列赛”以及与印度队的第二场测试赛，并因此事件及随后的审判而失去了与New Balance的服装赞助。
2018年1月15日，斯托克斯与另外两名涉案男子一起被控扰乱治安（affray），并于2018年2月13日在布里斯托治安法庭出庭。审判于2018年8月6日开始，斯托克斯在庭审期间表示，他当时是在为一对男同性恋伴侣免遭另外两名男子的恐同辱骂而出手防卫。他于8月14日被判无罪。事后，那对同性恋伴侣感谢斯托克斯对他们的保护，并称他“不应经历这样一场审判”。